# Pengxi (köping i Kina)
Pengxi (kinesiska: 彭溪镇, 彭溪) är en köping i Kina. Den ligger i provinsen Sichuan, i den sydvästra delen av landet, omkring 55 kilometer söder om provinshuvudstaden Chengdu. Antalet invånare är 32 924. Befolkningen består av 16 593 kvinnor och 16 331 män. Barn under 15 år utgör 10,0 %, vuxna 15-64 år 80 %, och äldre över 65 år 9,0 %.
Genomsnittlig årsnederbörd är 1 367 millimeter. Den regnigaste månaden är juli, med i genomsnitt 383 mm nederbörd, och den torraste är januari, med 12 mm nederbörd.